# Amphisbaena darwinii
Amphisbaena darwinii är en ödleart som beskrevs av  Duméril och BIBRON 1839. Amphisbaena darwinii ingår i släktet Amphisbaena och familjen Amphisbaenidae. Inga underarter finns listade i Catalogue of Life.